# Raymond-Emmanuel-Marie-Siméon Chomel
Raymond-Emmanuel-Marie-Siméon Chomel, francoski general, * 1897, † 1989.